# Jean-Baptiste Sylvère Gaye de Martignac
Jean-Baptiste Sylvère Gay, 1. vikomt z Martignacu (20. června 1778 Bordeaux – 3. dubna 1832 Paříž) byl francouzský politik, premiér Francie v letech 1828–1829 (ve funkci byl 1 rok, 7 měsíců a 2 dni). Patřil k umírněným roajalistům.

## Život
V roce 1798 se stal sekretářem Emmanuela Josepha Sieyèse. Po službě v armádě se obrátil k literatuře a napsal několik divadelních komedií (Ésope chez Xantus, La Saint-Georges). Za Napoleona působil s úspěchem jako advokát v Bordeaux, ale byl skrytým bourbonistou, členem tajné organizace Chevaliers de la Foi (Rytíři víry). V roce 1818 byl jmenován generálním advokátem královského dvora. V roce 1819 byl generálním prokurátorem v Limoges. V roce 1821 byl prvně zvolen do sněmovny. Podporoval zde ultraroajalistickou politiku Villèleho, ale postupně přešel k umírněnějším Doctrinaires. V roce 1822 byl jmenován státním radou, v roce 1823 doprovázel vévodu z Angouléme do Španělska jako civilní komisař, přičemž francouzské vojenské intervenci ve prospěch španělského krále věnoval i historickou studii.
V roce 1824 byl jmenován vikomtem. Po pádu Villèle roku 1828 byl vybrán Karlem X. do čela nové vlády, s cílem uklidnit situaci v zemi, rozjitřenou Villèlovými represemi. Zároveň byl ministrem vnitra. Podařilo se mu prosadit zákon o zrušení cenzury a přesvědčit krále, aby podepsal nařízení z 16. června 1828, které omezovala činnost jezuitů. Byl vystaven útokům jak extrémní levice, tak extrémní pravice, a když ho v dubnu 1829 paradoxní koalice těchto skupin porazila ve sněmovně, Karel X., který nikdy nevěřil v jeho umírněnou politiku a dal jí prostor jen pod tlakem ulice, Martignaca nahradil mnohem konzervativnějším princem de Polignac.
V březnu 1830 hlasoval Martignac proti represivním nařízením známým jako ordonance ze Saint-Cloud. Ale během revoluce, která následovala, zůstal věrný svým legitimistickým zásadám. Jeho poslední veřejné vystoupení bylo na obranu Polignaca ve sněmovně pairů v prosinci 1830.